# Windthorst (Texas)
Pour les articles homonymes, voir Windthorst.
Windthorst est une petite ville située à la limite des comtés d'Archer et de Clay, au Texas, aux États-Unis,. La ville est fondée en 1890 et baptisée en référence à Ludwig Windthorst.

## Démographie
Lors du recensement de 2010, la ville comptait une population de 409 habitants. Elle est estimée, le 1er juillet 2019, à 396 habitants.